# Кайпа
Кайпа или Каяпа (на турски: Kayapa) е село в община Одрин, област Одрин, Турция. То е едно от многобройните села в Източна Тракия, населено изцяло от помаци.

## География
Село Кайпа се намира на разстояние 20 километра от общинския център Одрин.

## История
В 19 век Кайпа е българско село в Одринска кааза на Одринския вилает на Османската империя.

Според статистиката на професор Любомир Милетич в 1912 година в селото живеят 14 български екзархийски семейства или 59 души. Йордан Йовков, който в очерка си „Кайпа“ (1914) пресъздава с документална точност сражение край селото през октомври 1912 година по време на Балканската война, отбелязва, че Кайпа е „българско село близо до Одрин“. Неговото описание на селото е:
| „ | Вляво от нас ясно се виждаше Кайпа сред светлата, измита от дъжда поляна. Виждаха се безлюдните, пусти улици, жълтите къщички с червен покрив сред мрежата на безлистните дървета. Отстранена, по-близо до нас се виждаше бяла каменна сграда – черквата. | “ |

Сегашното население на селото, е съставено от потомци на помаци, бежанци от Ловешкия край. Те се изселват от България след Освобождението, поради страх, че в свободна България мюсюлманите ще бъдат репресирани заради събитията по време на войната.

## Население
До 1912 година в селото е имало 59 българи признали българската Екзархия или 25 къщи (ханета) са плащали данък на Османската империя. Населението на селото от 1980 г. насам постепенно намалява, причината е в преместването на младото население към по-големите градове (Одрин, Истанбул и др.). През 2000 година са отчетени около 212 души.

## Личности
Починали в Кайпа
- Атанас Василев Кънев, български военен деец, подпоручик, загинал през Балканската война на 9 октомври 1912 година[4]
- Кузман Боботанов Стефанов, български военен деец, майор, загинал през Балканската война на 10 октомври 1912 година[5]